# Звуковедение
Звуковеде́ние — способ связи звуков в процессе фонации. Включает в себя технику использования различных штрихов в процессе вокального интонирования.
Звуковедение обусловлено принципом работы дыхания, фонетической структурой вербального текста.
Основные виды звуковедения (известные как штрихи): связное (legato) и дискретное (staccato, non legato).
Для правильного звуковедения важны дикционные навыки – развитие подвижности артикуляционного аппарата, знание приёмов произношения гласных и согласных звуков, развитие четкой и ясной дикции, воспитание выразительного и осмысленного исполнения текста.